# UGM-96 Trident I
UGM-96 Trident I var en ubåtsbaserad ballistisk robot. 1971 påbörjade USA:s flotta ett program för att utveckla en ersättare till UGM-73 Poseidon med längre räckvidd.
Roboten bestod av tre fastbränsle raketsteg och bar upptill 8 stridsspetsar. Varje stridsspets hade en sprängkraft på upp till 100 kt.
Det första åtta ubåtarna av Ohio-klassen bestyckades med Trident I robotar. Man modifierade även några ubåtar av James Madison-klassen och Benjamin Franklin-klassen för att bära Trident I robotar. Dessa ubåtar var tidigare bestyckade med Poseidon robotar.